# Christopher Nupen
Christopher Nupen (* 30. September 1934 in Südafrika; † 19. Februar 2023) war ein südafrikanischer Filmproduzent und Regisseur in England.

## Leben
Nupen kam im Alter von 19 Jahren nach England, wo er sich bald zum Spezialisten für Dokumentarfilme über Musiker und Komponisten entwickelte. Nach Arbeiten für die BBC gründete er 1968 Allegro Films, die der wichtigste englische Produzent für Musikfilme für das Fernsehen, später auch für Video und DVD wurde.
Nupens bekannteste Fernsehproduktion war The Trout („Die Forelle“) von 1969 mit den Musikern Daniel Barenboim, Itzhak Perlman, Pinchas Zukerman, Jacqueline du Pré und Zubin Mehta. Er drehte Porträts von Komponisten wie Franz Schubert, Georges Bizet, Modest Mussorgski, Peter Tschaikovski, Jean Sibelius, Johannes Brahms und Arnold Schönberg und von Interpreten wie Jacqueline du Pré, Andrés Segovia, Wladimir Aschkenasi und Astor Piazzolla. Außerdem dokumentierte er für das ZDF ein Konzert der britischen Progressive-Rock-Band Gentle Giant (1974).
Bei den Internationalen Filmfestspielen von Cannes wurden drei seiner Filme als DVD des Jahres in der Kategorie Dokumentarfilm ausgezeichnet: Jacqueline du Pré in Portrait (2005), We Want the Light (2006) und Jacqueline du Pré: A Celebration (2008). Für die beiden erstgenannten Dokumentarfilme sowie für Nathan Milstein in portrait – Some memories of a quiet magician (2007) erhielt er jeweils den Preis der deutschen Schallplattenkritik.
Er starb am 19. Februar 2023 nach langer Krankheit im Alter von 88 Jahren.

## Filmografie
- Segovia at Los Olivos
- Andrés Segovia: The Song of the Guitar
- Mozart by Zukerman
- Vladimir Ashkenazy, Recital No. 1. Beethoven
- Vladimir Ashkenazy, Recital No. 2. Chopin
- The Ghost
- Johannes Brahms 1833–1897 (drei Teile)
- Rachmaninov's Corelli Variations
- Who was Jacqueline du Pré?
- Remembering Jacqueline du Pré
- Homage to Astor Piazzolla
- Elegies for the Deaths of Three Spanish Poets
- Evgeny Kissin at Orange: Bach & Schumann
- Evgeny Kissin at Orange: Mussorgsky and encores
- We Want the Light
- The Trout
- Kreutzer Sonata
- Itzhak Perlman & Pinchas Zukerman: Grand Duo. Parts 1 and 2
- Modest Mussorgski: Pictures at an Exhibition
- Alice Sommer Herz: Everything is a Present
- The Gift of Music
- Evgeny Kissin at the Royal Albert Hall
- The Greatest Love and the Greatest Sorrow
- Jacqueline du Pré and the Elgar Cello Concerto
- Jean Sibelius: The Early Years
- Jean Sibelius: Maturity and Silence
- Tchaikovsky's Women
- Fate
- The Vital Juices are Russian

## Schriften
- Listening through the lens. Kahn & Averill, London 2019, ISBN 978-0-9957574-2-4 (Autobiographie)